# Адамс, Диана
Диа́на А́дамс (англ. Diane Adams; урождённая Диа́на Волани́цки, англ. Diane Wolanicki; род. 1963) — канадская кёрлингистка.
В составе женской сборной Канады чемпион и серебряный призёр чемпионатов мира. Двукратная чемпионка Канады среди женщин.
Играла в основном на позиции второго.
В 1994 введена в Зал славы канадского кёрлинга (в составе команд скипа Хизер Хьюстон, в 1988 и 1989 выигравших чемпионат Канады и ставших чемпионами и серебряными призёрами чемпионатов мира).

## Достижения
- Чемпионат мира по кёрлингу среди женщин: золото (1989), серебро (1988).
- Чемпионат Канады по кёрлингу среди женщин: золото (1988, 1989), бронза (1990, 1991).

## Команды
| Сезон   | Четвёртый     | Третий            | Второй          | Первый         | Запасной           | Турниры           |
| ------- | ------------- | ----------------- | --------------- | -------------- | ------------------ | ----------------- |
| 1984—85 | Marion Ball   | Madeleine Gilbart | Диана Воланицки | Lynn Reid      |                    | [ 3 ]             |
| 1987—88 | Хизер Хьюстон | Лоррейн Лэнг      | Диана Адамс     | Трейси Кеннеди | Глория Тейлор (ЧК) | ЧК 1988 · ЧМ 1988 |
| 1988—89 | Хизер Хьюстон | Лоррейн Лэнг      | Диана Адамс     | Трейси Кеннеди | Глория Тейлор      | ЧК 1989 · ЧМ 1989 |
| 1989—90 | Хизер Хьюстон | Лоррейн Лэнг      | Диана Адамс     | Трейси Кеннеди | Глория Тейлор      | ЧК 1990           |
| 1990—91 | Хизер Хьюстон | Лоррейн Лэнг      | Диана Адамс     | Diane Pushkar  | Mary Susan Bell    | ЧК 1991           |
| 2001—02 | Диана Адамс   | Marla Sobush      | Angie Delpino   | Cindy Orr      |                    |                   |

(скипы выделены полужирным шрифтом)